# Tadżykistan na zimowych igrzyskach olimpijskich
Tadżykistan wystartował we wszystkich zimowych IO od zimowych igrzysk w Salt Lake City w 2002 roku. Reprezentowany był przez 1 sportowca - narciarza alpejskiego Andreja Drygina..

## Klasyfikacja medalowa
| Igrzyska            | Złoto | Srebro | Brąz | Razem |
| ------------------- | ----- | ------ | ---- | ----- |
| 2002 Salt Lake City | 0     | 0      | 0    | 0     |
| 2006 Turyn          | 0     | 0      | 0    | 0     |
| 2010 Vancouver      | 0     | 0      | 0    | 0     |
| 2014 Soczi          | 0     | 0      | 0    | 0     |
| Razem               | 0     | 0      | 0    | 0     |